# Найваша
Найваша (суахили Naivasha; устар. передача Наиваша) — пресноводное озеро в Кении. Находится к северо-западу от Найроби, вблизи города Найваша. Является частью цепи озёр Великой рифтовой долины. Площадь озера — 139 км².
Название озера происходит от масайского слова Nai’posha, которое можно перевести как «бурная вода», что, вероятно, объясняется внезапными бурями, случающимися в этих местах.
Найваша расположена в наиболее высокой части кенийской рифтовой долины, на высоте 1884 м над уровнем моря. В озеро впадают три постоянные реки — Мелава, Гилгил и Карати. Вытекающих из озера рек нет, однако предполагается подземный отток. Средняя глубина составляет 6 м, максимальная глубина — 30 м. Город Найваша расположен на северо-восточной оконечности озера.
Найваша является домом для почти 400 видов птиц. Имеется довольно значительная популяция гиппопотамов. Вблизи Найваши имеется 2 маленьких озера: Олоиден и Соначи.

## Галерея

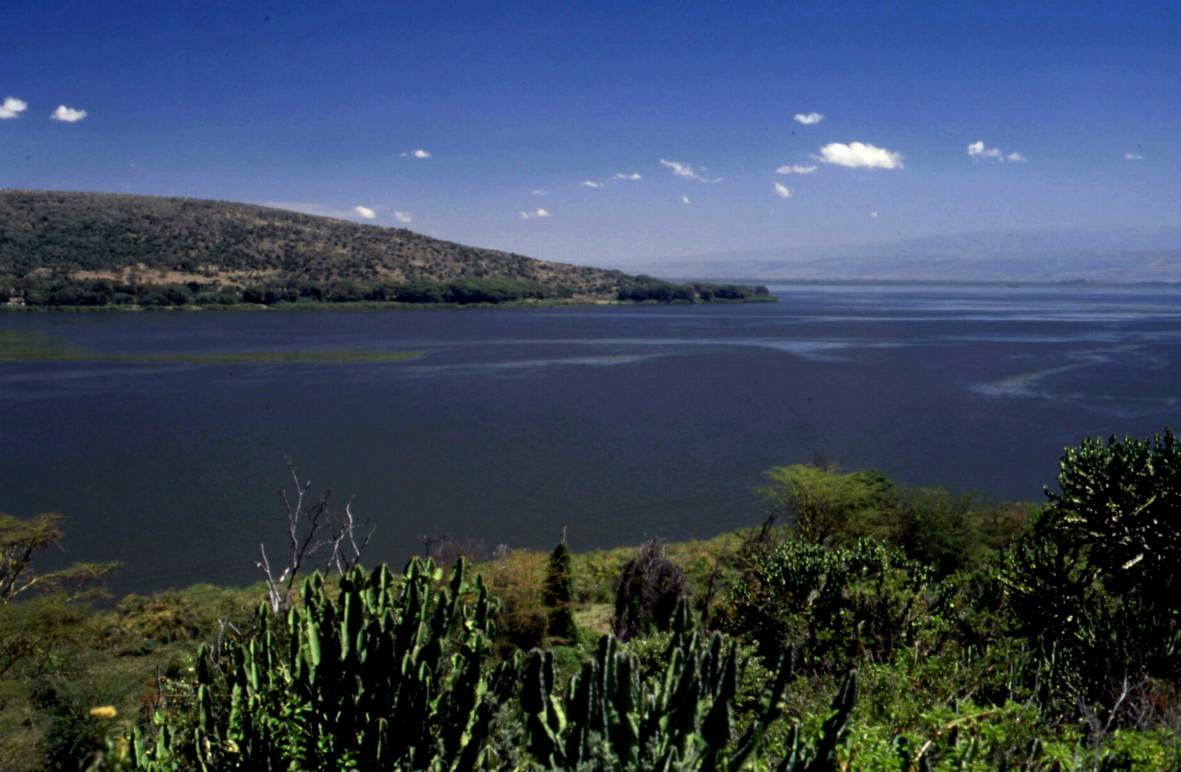
Озеро Найваша
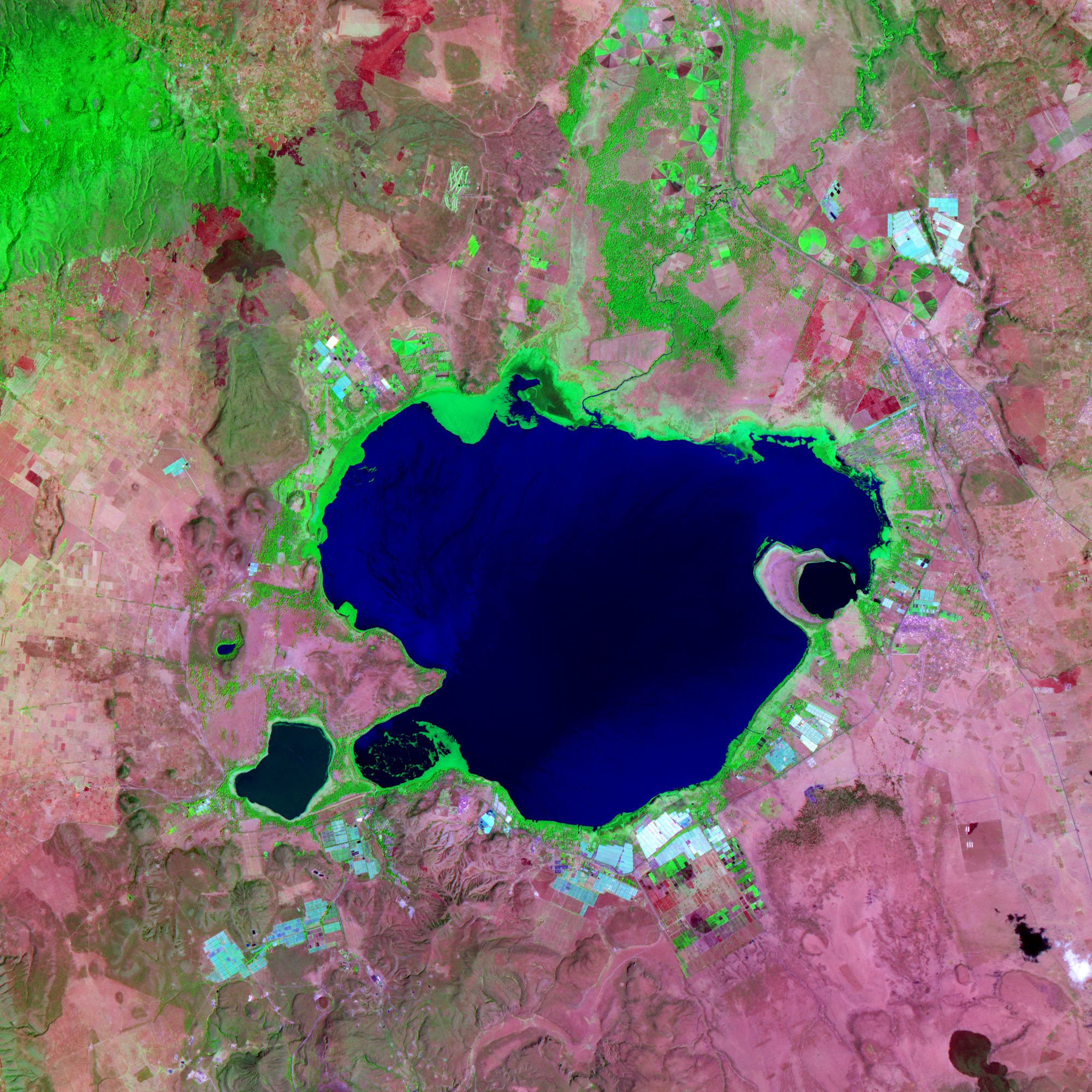
Спутниковый снимок озера
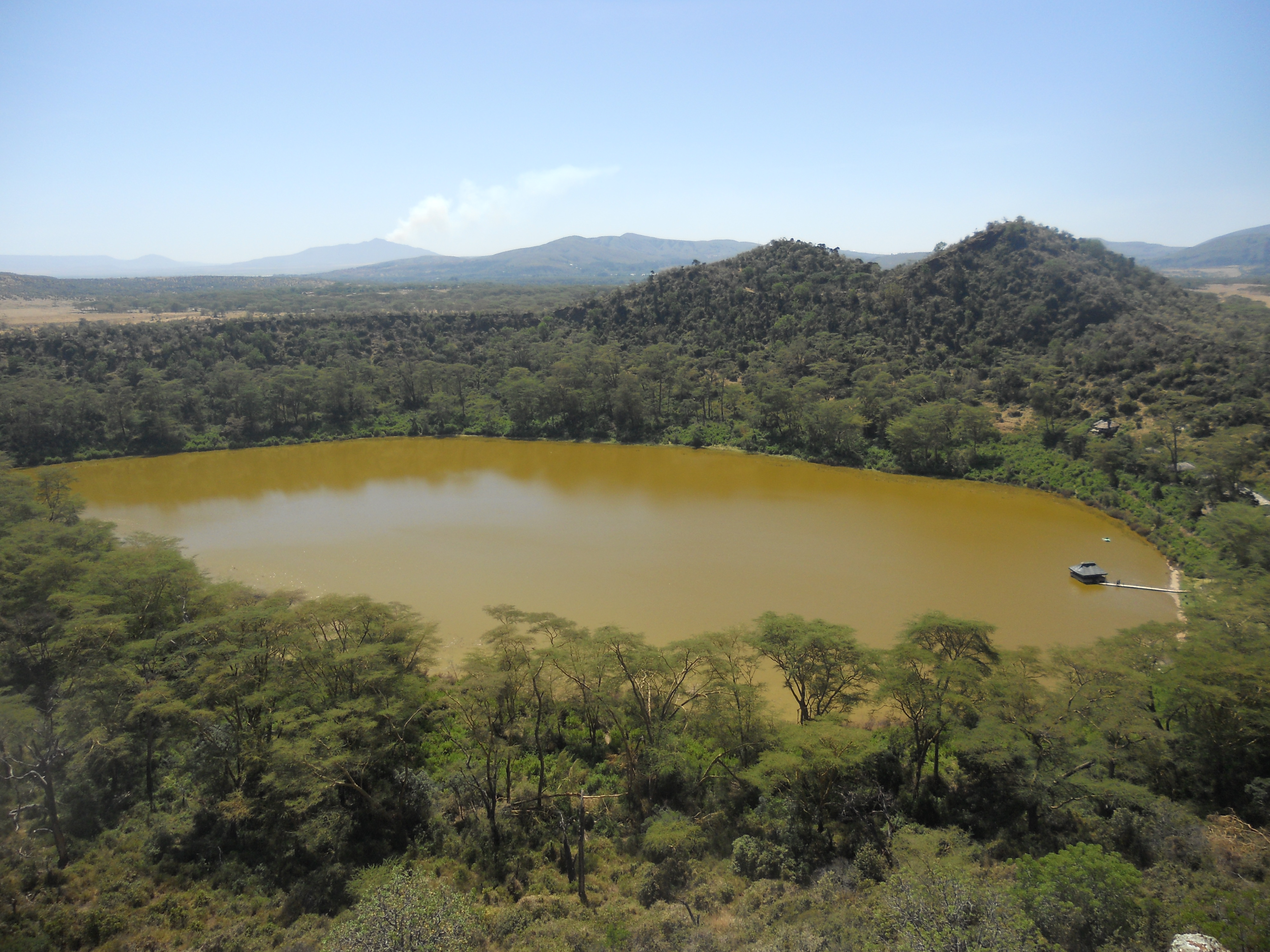
Кратерное озеро Соначи недалеко от озера Найваша